# Anthony Santander
Anthony Roger Santander (Margarita, Nueva Esparta, Venezuela, 19 de octubre de 1994) es un jardinero derecho de béisbol profesional de los Orioles de Baltimore en Grandes Ligas de Béisbol. Hizo su debut en 2017.

## Primeros años de vida
Santander nació en la Isla de Margarita (Nueva Esparta), frente a la costa venezolana, pero creció y en el municipio  Agua Blanca, estado Portuguesa, a donde regresa cada invierno. 

## Carrera

### Indios de Cleveland
Santander firmó con los Indios de Cleveland como agente libre internacional en julio de 2011.Hizo su debut profesional en 2012 con los Indios de la Liga de Arizona. De 2013 a 2015 jugó para los Capitanes del condado de Lake. Se lesionó en 2013, y se perdió parte de la temporada 2014, cuando bateó .184/.260/.270 para los Captains, por una distensión en el codo derecho.También jugó en ocho partidos para los Mahoning Valley Scrappers en 2015. Santander pasó 2016 con los Lynchburg Hillcats donde registró un promedio de bateo de .290 con 20 jonrones y 95 carreras impulsadas.

### Orioles de Baltimore
Santander fue seleccionado por los Orioles de Baltimore en el draft de la Regla 5 de 2016. Hizo su debut en las Grandes Ligas el 18 de agosto de 2017, en Camden Yards, Baltimore contra los Angelinos de Los Ángeles. En 30 turnos al bate bateó .267/.258/.367. 
Santander se convirtió en el favorito de más de 4.000 jóvenes exploradores y guías de Movimiento Scout de Reino Unido que habían seguido su viaje al Jamboree Scout Mundial en Virginia Occidental al asistir a la victoria de los Orioles por 6 por 5 sobre los Toronto Blue Jays, en Camden Yards, el 4 de agosto de 2019. Sentados en la grada inferior del jardín izquierdo, justo detrás de Santander, los scouts aplaudían ruidosamente cada vez que atrapaba un elevado durante casi todo el juego después de que les había lanzado una pelota de béisbol como recuerdo al principio del concurso, y también porque reconocían el banco europeo "Santander". Los Orioles respondieron a la exuberancia mostrando un mensaje en el tablero de video del jardín central refiriéndose a los jóvenes como el "Club de Fanes Oficial Internacional Anthony Santander". 
Igualó el logro de su compañero de equipo Renato Núñez once días antes con su primer juego de cinco hits en una victoria en casa por 8 a 3 sobre los Tampa Bay Rays tres semanas después, el 25 de agosto. En 93 juegos, conectó 20 jonrones con 59 carreras impulsadas.
En 37 juegos para los Orioles en 2020, Santander bateó .261/.315/.575 con 11 jonrones y 32 carreras impulsadas. Miembros de los medios locales le otorgaron el premio Louis M. Hatter Most Valuable Oriole Award 2020.  El 5 de febrero de 2021, Santander perdió su audiencia de arbitraje contra los Orioles y fijó su salario para 2021 en 2,1 millones de dólares en lugar de 2,475 millones de dólares. 
A mediados de junio de 2022, Santander fue colocado en la lista restringida de cara a una serie en Toronto contra los Blue Jays por no estar vacunado contra el COVID-19. Empató un récord de la MLB establecido por Ken Caminiti, en 1996, al conectar jonrones desde ambos lados del plato en un juego por cuarta vez en una sola temporada en una derrota de 13 a 9 ante los Medias Rojas de Boston en Fenway Park, el 27 de septiembre de 2022. También se convirtió en el primer jugador de los Orioles con tres juegos de múltiples jonrones en cuatro juegos.En 2022, lideró a los bateadores de las Grandes Ligas en porcentaje de pop-up (15,8%) y bateó .240/.318/.455 en 574 turnos al bate.
El 13 de enero de 2023, Santander acordó un contrato de un año y 7,4 millones de dólares con los Orioles, evitando el arbitraje salarial. El 15 de mayo, Santander inició el primer partido de su carrera en primera base, bateando tercero contra los Angelinos de Los Ángeles. Su jonrón de dos carreras ante Steven Okert en la primera entrada de una victoria en casa por 5 carreras por 4 sobre los Marlins de Miami, el 16 de julio, fue el número 100 de su carrera en la MLB. En 2023, bateó .273/.385/.545 y tuvo el porcentaje de elevado más alto (49,7%) y el porcentaje de línea más bajo de todos los bateadores de la Liga Americana (15,3%). 

## En Venezuela
Anthony Santander ha jugado dos temporadas en Venezuela, una breve participación con Navegantes del Magallanes, en 2015, y una con los Tigres de Aragua, en 2018-2019. De por vida en la pelota venezolana batea para .236, con 48 hits, 13 dobles. 2 triples, 5 jonrones, 25 carreras remolcadas  y 26 anotadas. En 2023 fue transferido a los Tiburones de la Guaira.
Santander fue parte de la selección de Venezuela en el Clásico Mundial de Béisbol 2023. 